# Ашдод (военно-морская база)
Военно-морская база ВМС Израиля «Ашдод» (ивр. בסיס אשדוד‎) — военно-морская база ВМС Израиля в городе Ашдод. База отвечает за безопасность южной морской границы и за охрану Ашдодского порта.

## История
Причал электростанции «Эшколь» в Ашдоде после образования государства Израиль был временным причалом для торпедных катеров и малых военно-морских судов. Оперативная необходимость в обеспечении безопасности вблизи границы с Египтом привела к тому, что деятельность военно-морских судов началась с открытия военно-морского порта в Ашдоде в 1965 году.
Торжественное открытие постоянного расположения новой военно-морской базы в порту Ашдод состоялось 13 августа 1968 года в рамках празднования Дня Военно-морского флота Израиля по случаю 20-летия его основания.